# Jimmy Deuchar
James "Jimmy" Deuchar (Dundee, 26 juni 1930 – aldaar, 9 september 1993) was een Schotse jazz-trompettist en -arrangeur, onder meer in de hardbop. In de jaren vijftig was hij een van de belangrijkste Britse trompettisten.

## Biografie
Deuchar kwam begin jaren vijftig naar Londen, waar hij een leidende figuur in de jazzscene werd. Hij werkte in de bands van Johnny Dankworth (1950/1951), Geraldo, Jack Parnell (1952-1955), Ronnie Scott (1953/1954), Tony Crombie (1955), Lionel Hampton (een tournee in 1956) en weer van Scott (1957). In de jaren vijftig nam hij enkele albums als leider op, voor Tempo Records. Ook leidde hij enige tijd een bigband, de Downbeat Big Band. Deuchar verhuisde daarna naar Duitsland, waar hij speelde in de bigband van Kurt Edelhagen. Voor Edelhagen schreef hij ook arrangementen. Terug in Engeland was hij actief bij Scott (1960-1962) en Tubby Hayes (1962-1964), met wie hij veel opnames maakte. Hierna vertrok hij weer naar Duitsland, waar hij opnieuw trompettist was bij Edelhagen, tevens speelde hij in de bigband van Kenny Clarke en Francy Boland. In 1971 keerde hij terug naar Engeland, waar hij ging freelancen als componist en arrangeur, onder andere voor de bigband van Jack Sharpe en de groep Jazz Seven. Halverwege de jaren zeventig ging hij weer in Dundee wonen.
Deuchar is te horen op opnames van onder meer Victor Feldman, Zoot Sims, Georgie Fame, Charlie Watts en Chris Barber.  

## Discografie
- Showcase
- Jimmy Deuchar Quartet
- Opus de Funk
- Deuchar Plays Deuchar, deuchar Plays Bird
- Pub Crawling with Jimmy Deuchar
- Pal Jimmy!

## Referentie
- Biografie door David Taylor, met uitgebreide discografie (gearchiveerd)

- Biblioteca Nacional de España: XX1645336
- Bibliothèque nationale de France: cb13954897j (data)
- Gemeinsame Normdatei: 134973275
- International Standard Name Identifier: 0000 0000 5942 7843
- Library of Congress Control Number: n90714065
- MusicBrainz: 76f20170-c78e-4556-835a-efc4641d206d
- Virtual International Authority File: 32189580
- WorldCat: E39PBJqfJFDXxHyXcJMxwwC4v3